# Microregione di Propriá
Propriá è una microregione dello Stato del Sergipe in Brasile appartenente alla mesoregione del Leste Sergipano.

## Comuni
Comprende 10 comuni:
- Amparo de São Francisco
- Brejo Grande
- Canhoba
- Cedro de São João
- Ilha das Flores
- Neópolis
- Nossa Senhora de Lourdes
- Propriá
- Santana do São Francisco
- Telha